# رد وینگ (مینه‌سوتا)
رد وینگ  (به انگلیسی: Red Wing) شهری در شهرستان گودهیو ایالت مینه‌سوتا در کشور ایالات متحده آمریکا است که جمعیت آن در سرشماری سال ۲۰۱۰ میلادی، ۱۶۴۵۹ نفر بوده‌است.